# Nagy Béla (helytörténész)
Nagy Béla (Kolozsvár, 1948. január 13. –) kolozsvári gépészmérnök, helytörténész, fametsző, linóleummetsző, közíró.

## Életpályája
Iskolai tanulmányait a nagy múltú református kollégium utódiskolájában, az Ady-Sincai Líceumban végezte (1966). A kolozsvári Műszaki Egyetem gépészmérnöki szakán szerzett diplomát 1971-ben. 1971 és 1975 között  Zilahon dolgozott az Öntöttvas és Acél Ipari Csapszerelvény Gyárban (IAIFO – Intreprinderea de armături industriale din fontă și oțel),  1975 és 2009 között pedig a kolozsvári Hőenergetikai Berendezések Kutató és Tervező Intézetében (ICPET, ma SIETA SA).

## Munkássága
Mindig érdeklődött a művészet és helytörténet iránt, de ezirányú tevékenysége csak nyugdíjazása után teljesedett ki. A fa és a fából készült alkotások iránti szeretete miatt 2005-ben részt vett a nem sokkal korábban megalakult Kalotaszegi Bokréta Kulturális Egyesület által Mákófalván megrendezett fafaragó táborban. Ettől kezdve tíz éven keresztül rendszeres résztvevője volt a 2006-tól már Zsobokon megrendezett évi fafaragó táboroknak.  Az egyesület által évente, különböző helyszíneken (Mákófalva, Zsobok, Magyarvalkó, Méra, Szamosújvár) megszervezett találkozókon és kézműves-kiállításokon kalotaszegi ihletésű alkotásait (plakettek, féldomborművek, bútorok, dísztárgyak, stb.) mutatta be. 2014-től állandó résztvevője a zsoboki Képzőművészeti Alkotótábornak. 2015-től, a fafaragás terén szerzett tapasztalatait felhasználva rátért a linóleum- és fametszetek készítésére is.
Helytörténeti kutatásai Kolozsvár gazdag múltjának a kiegyezés és a  második világháború közötti időszakára terjednek ki. Ilyen témájú írásai a helyi Szabadságban, és a Művelődésben jelennek meg, amelyekből többet magyarországi lapok is (Gyógyszerészettörténet, Zempléni Múzsa, Erdélyi Örmény Gyökerek Füzetek) átvettek.

### Csoportos kiállítások
- Kolozsvár, STARS Galéria (2015, 2016, 2017, 2018, 2019), Protestáns teológia (2015), Apáczai Galéria (2019)
- Marosvásárhely, Kultúrpalota (2016)
- Marosvécs, Mikes-kastély (2016)
- Zilah. Művelődési és Művészeti Központ (2015, 2018)
- Nagyvárad, Vármúzeum (2018)
- Arad, Belvárosi református templom (2019)
- Kalotaszentkirály (2019)
- Torda, Újtordai református templom (2019)

### Helytörténeti cikkei
- Egy elfelejtett híres, kolozsvári iparos: B. Bak Lajos műbútorasztalos, és ma is látható remekművei, 1–3: Szabadság,  2018. március 19., 2018. március 26., 2018. április 4.
- Kolozsvári paloták a Szamos-hídon innen és túl, Szabadság, 2015. december 2. Online hozzáférés 2016. december 4.  Online hozzáférés
- Kolozsvár első okleveles építészmérnöke: Reményik Károly, Szabadság, 2016. június 21. Online hozzáférés
- Dobsinától Kolozsvárig. Reményik Sándor családfája, Művelődés, 2017. január. Online hozzáférés
- Nemzeti Szalon a kolozsvári Redoutban, Szabadság, 2014. január 20. Online hozzáférés
- Fizetek, Főúr! – Nagy Gábor, a legendás főpincér, Szabadság, 2012. március 28. Online hozzáférés
- Hegedüvel a szabadságért (Salamon János Bem apó prímása), Szabadság, 2014. március 15. Online hozzáférés
- Benigni Sámuel, a kolozsvári iparosok legendás vezéralakja, Szabadság, 2018. január 16. Online hozzáférés, 2018. január 19. Online hozzáférés, 2018. január 24. Online hozzáférés
- Volt egyszer egy Szentháromság, avagy a Nits-féle patika Szamosújváron, Szabadság, 2017. november 14., 17.
- Széki Miklós kolozsvári gyógyszerész és „Cognac*gyáros”, Szabadság, 2019. január 8. , 11. (átvette Gyógyszerészettörténet, 2019. június)
- Petelei István kolozsvári stációi (Corollárium, Kolozsvár, 2018.)
- Volt egyszer egy papírlemezgyár Kolozsváron, Szabadság, 2018. március 10. Online hozzáférés 2017. március 17. Online hozzáférés
- Nők az 1848–49-es szabadságharcban, Szabadság, 2016. március 15. Online hozzáférés
- Az első polgári házasság 125. évfordulója, Művelődés, LXXIII. évf. 2020. február. Online hozzáférés
- Dömsödtől Kolozsvárig. Nagy Gábor, a legendás kolozsvári vendéglős emlékezete, Művelődés, 2021. 2. szám, 4–11. o. Online hozzáférés
- Krémer Ferenc, a kolozsvári Iparos Egylet alapító elnöke, Művelődés,   2021. 3. szám 8–12. o. Online hozzáférés

### Könyvei
- László Miklós, Nagy Béla: HázsongArt, Korunk–Komp-Press Kiadó, 2022

### Szerkesztése
- Hevesi József: Tihanytól Kolozsvárig. Egy műasztalos élete és munkássága. Közzéteszi: Nagy Béla, Kriterion Könyvkiadó, Kolozsvár, 2022.

### Előadás-felvétel
- Előadás a Kolozsvári Társaságnál, 2018. június 22. YouTube

### Tagság
- Kalotaszegi Bokréta Kulturális Egyesület
- Romániai Magyar Kézművesek Szövetsége
- Kolozsvár Társaság
- Kelemen Lajos Műemlékvédő Társaság
- Erdélyi Múzeum-Egyesület

### Díjai
- Reményik Sándor-díj, EMKE  és Kolozsvári Reményik Sándor Művészstúdió Alapítvány, 2016
- Művelődés-díj, 2021[4]

## Fametszetei

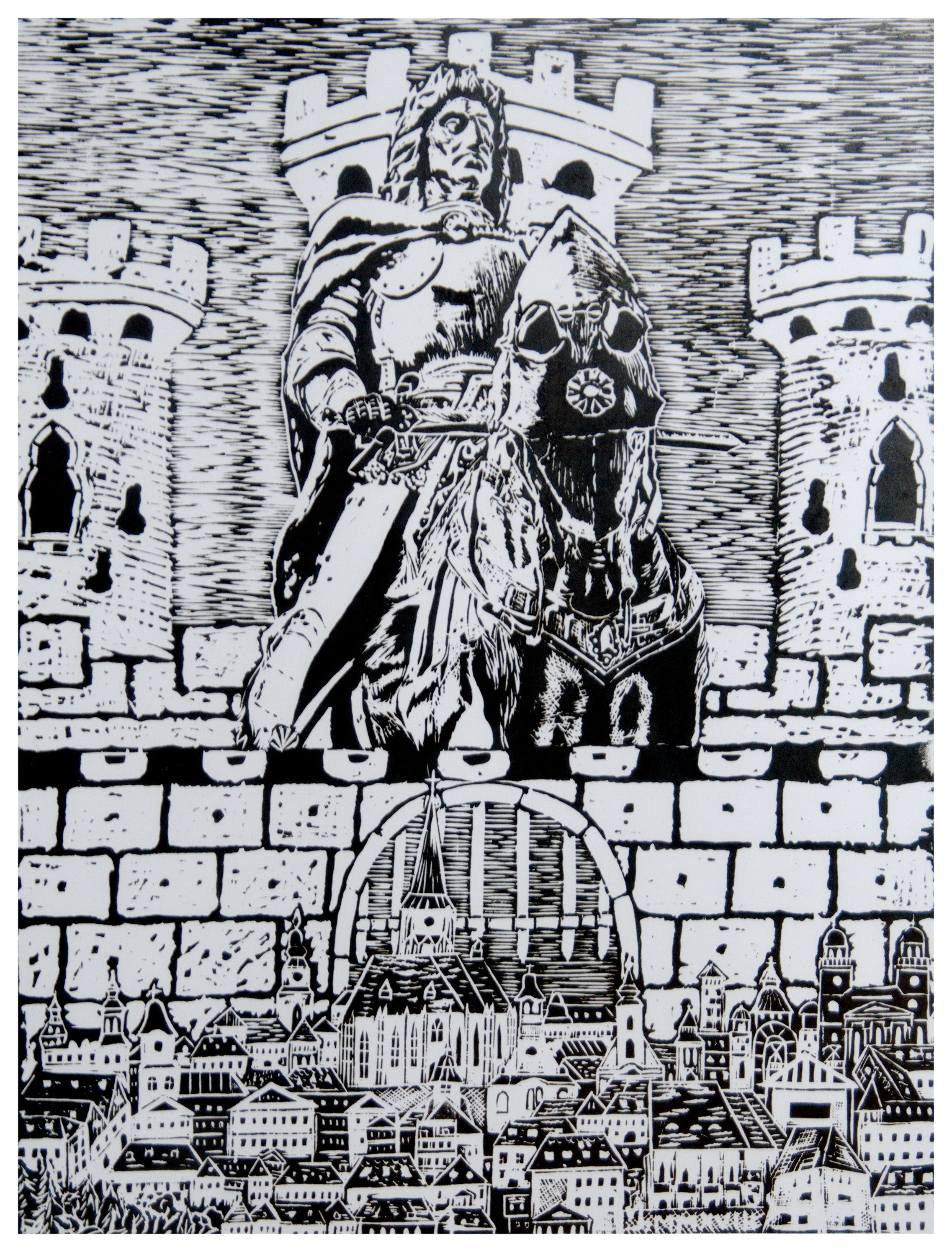
A kincses város oltalmazója
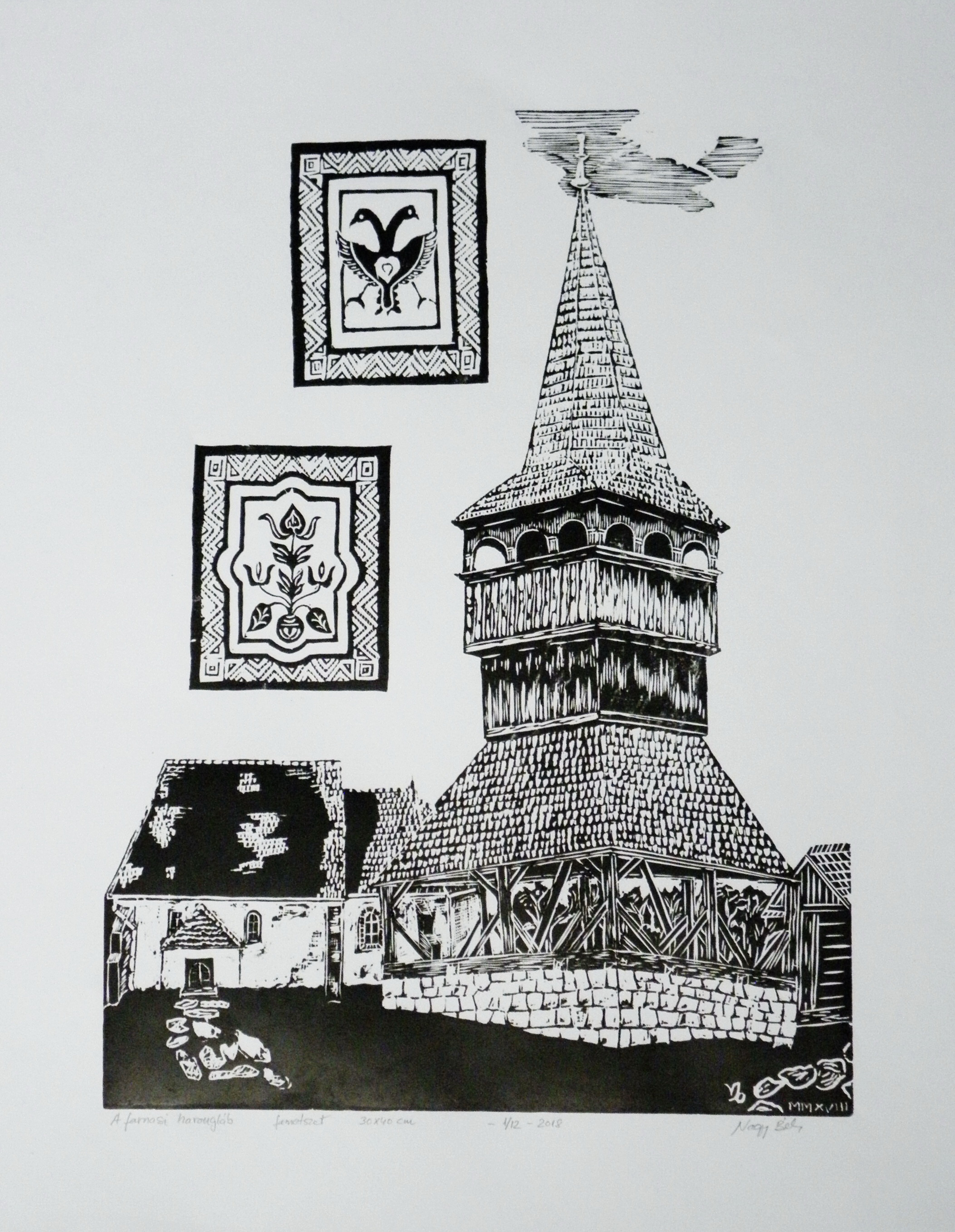
Farnasi harangláb
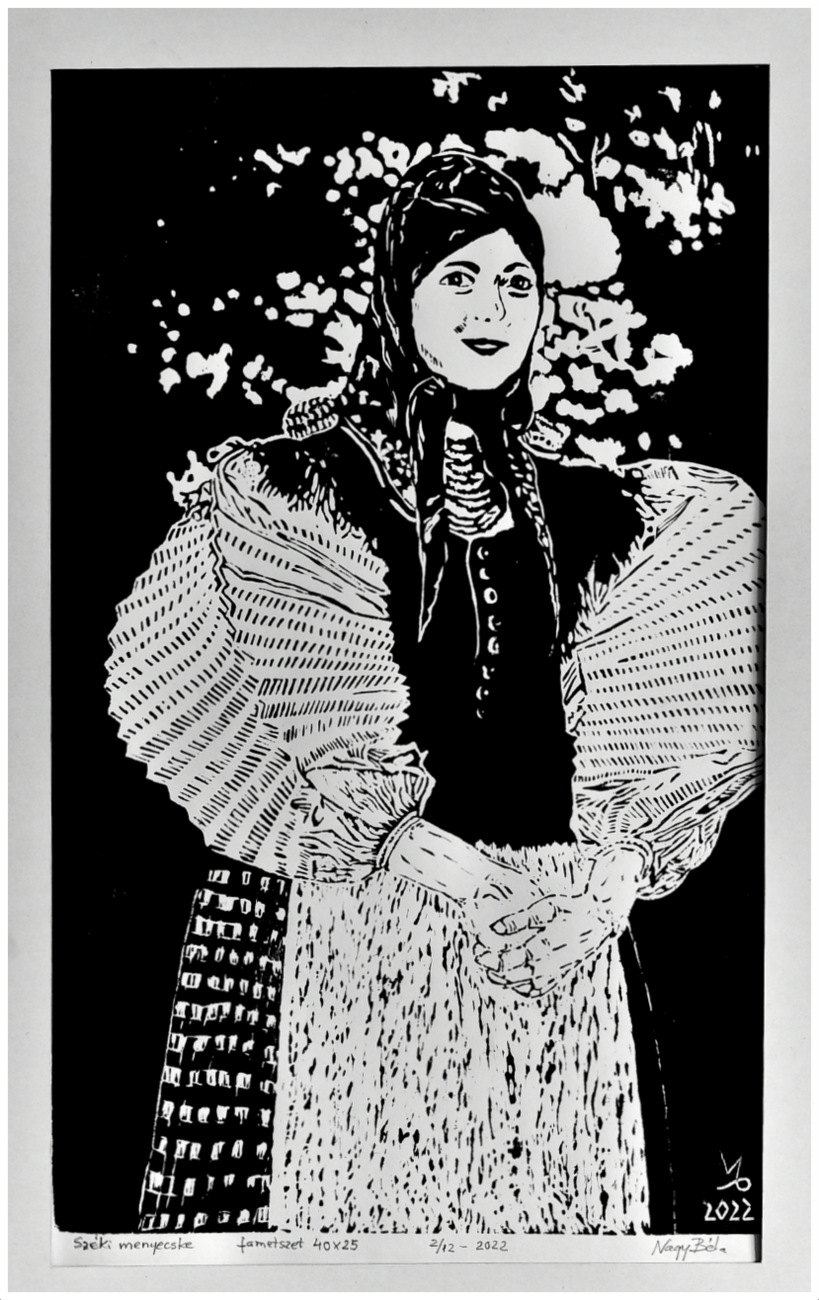
Széki menyecske
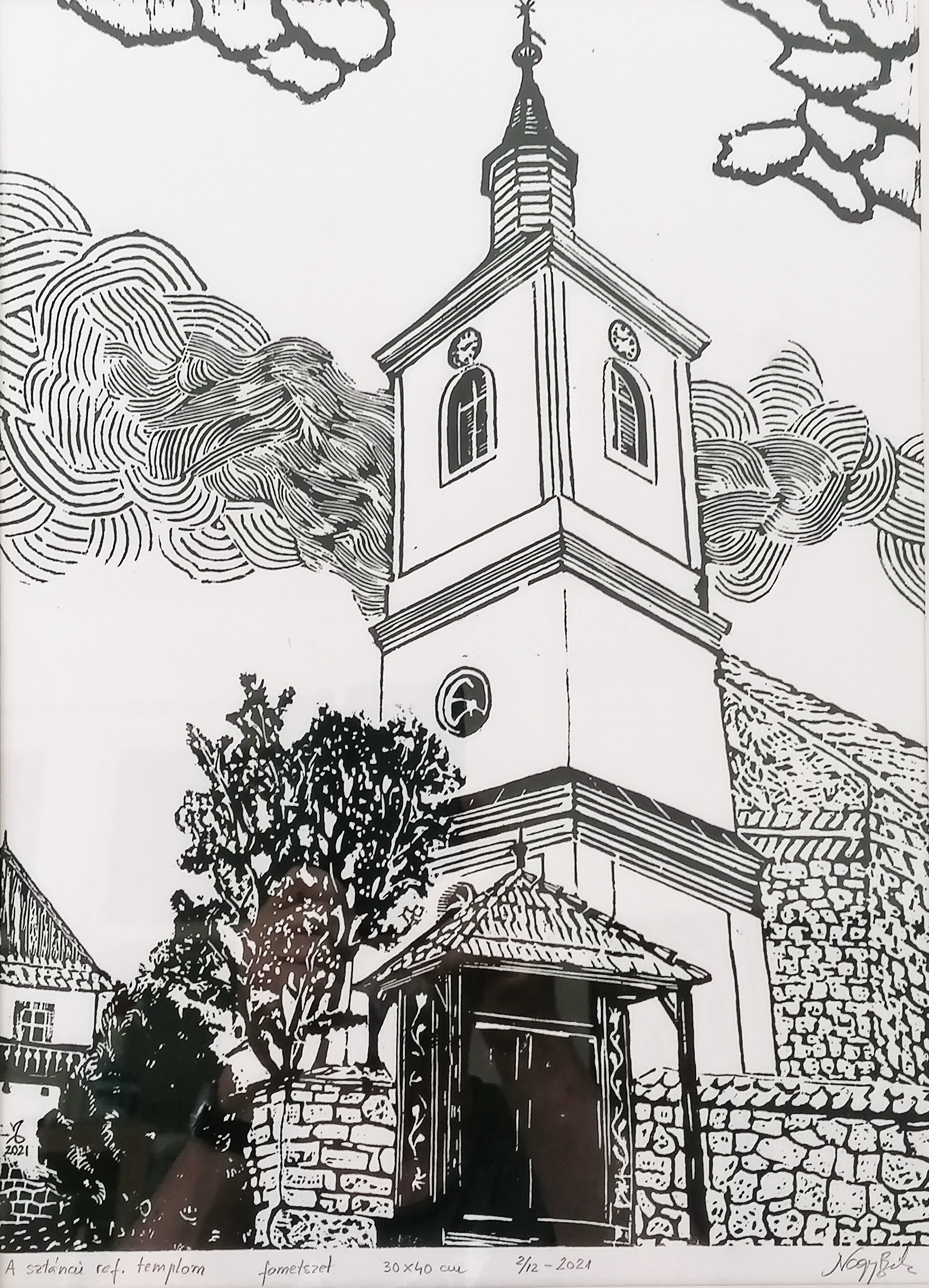
Sztánai református templom
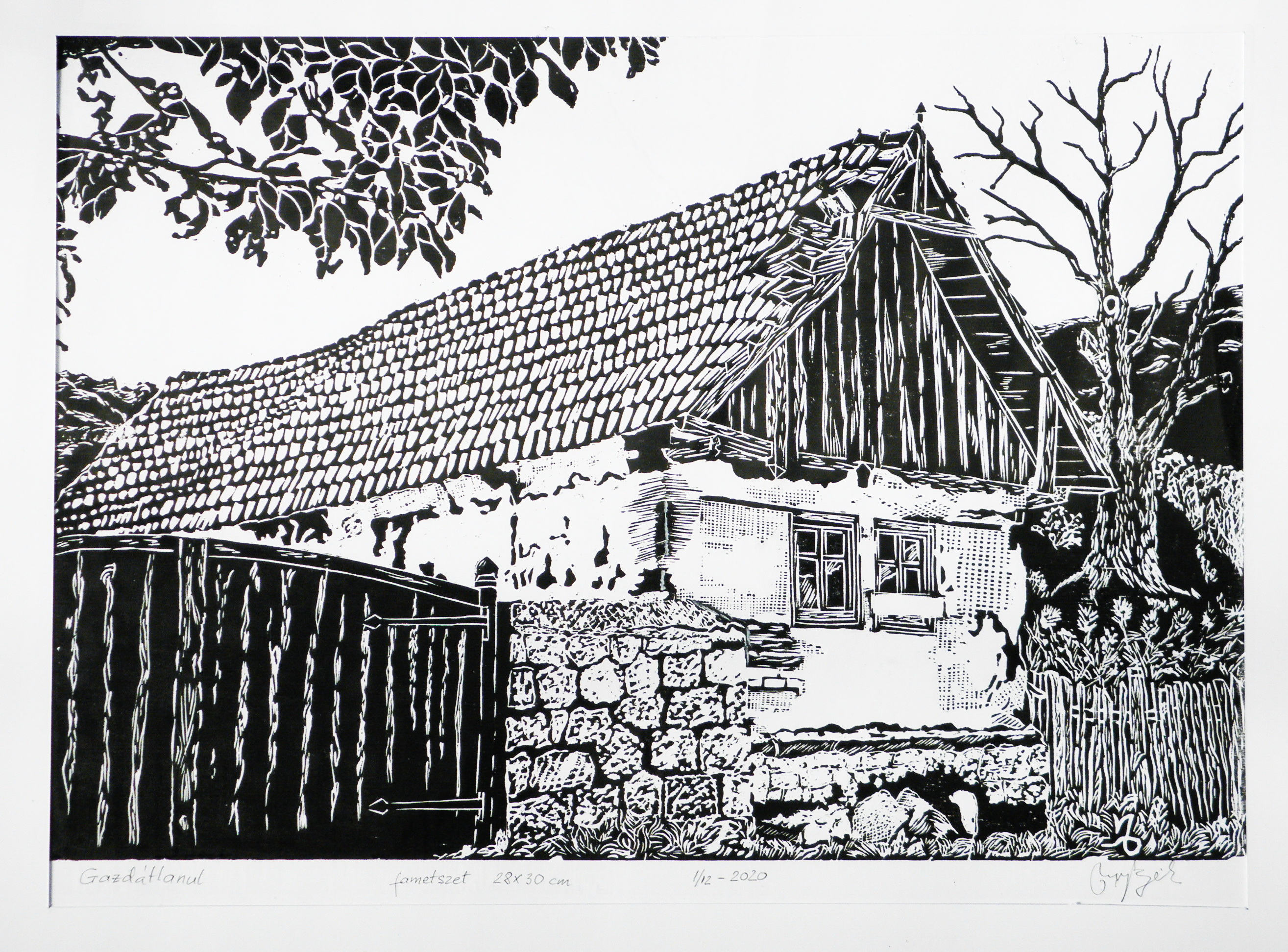
Gazdátlanul

## Linóleummetszetei

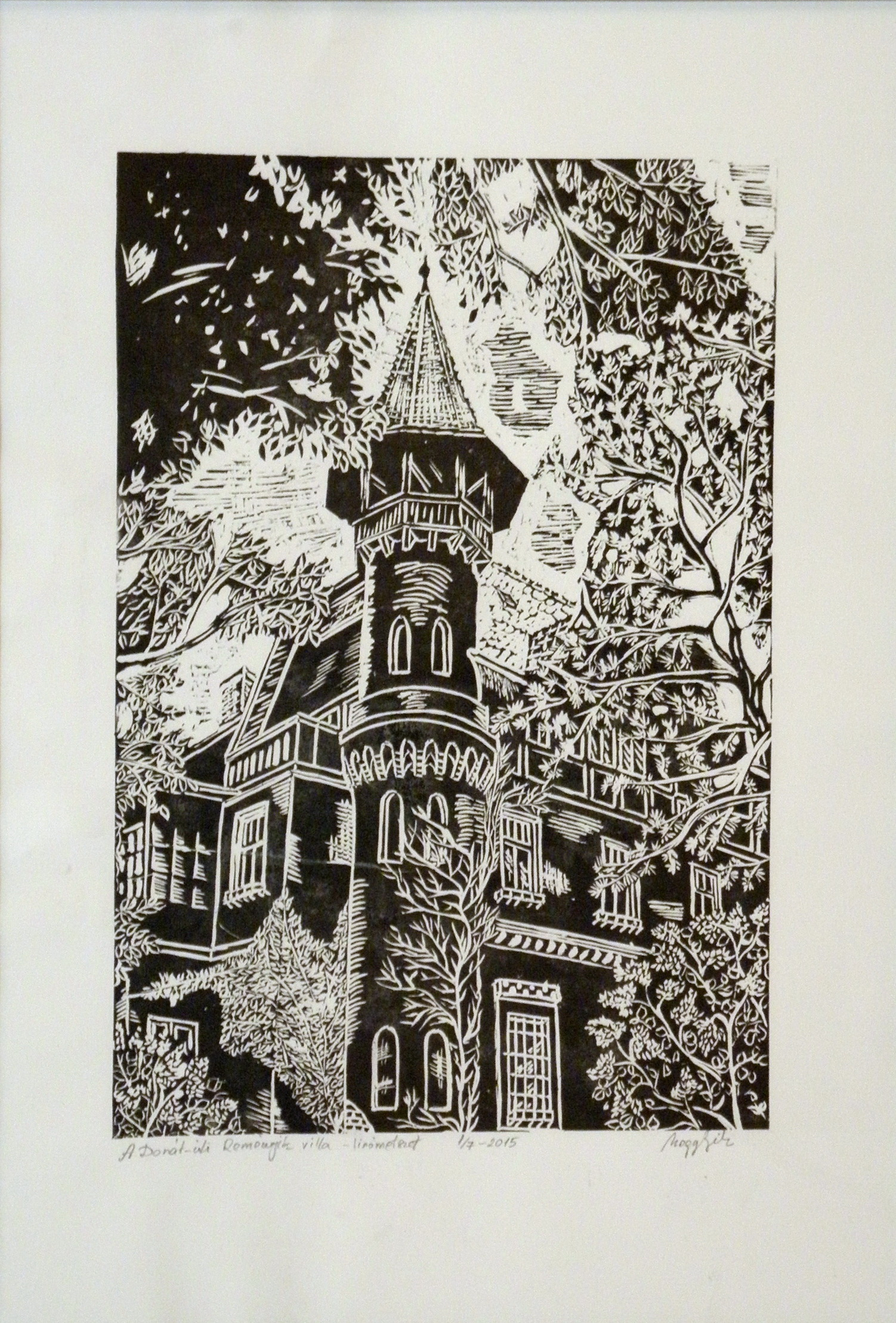
A Dónát úti Reményik-villa
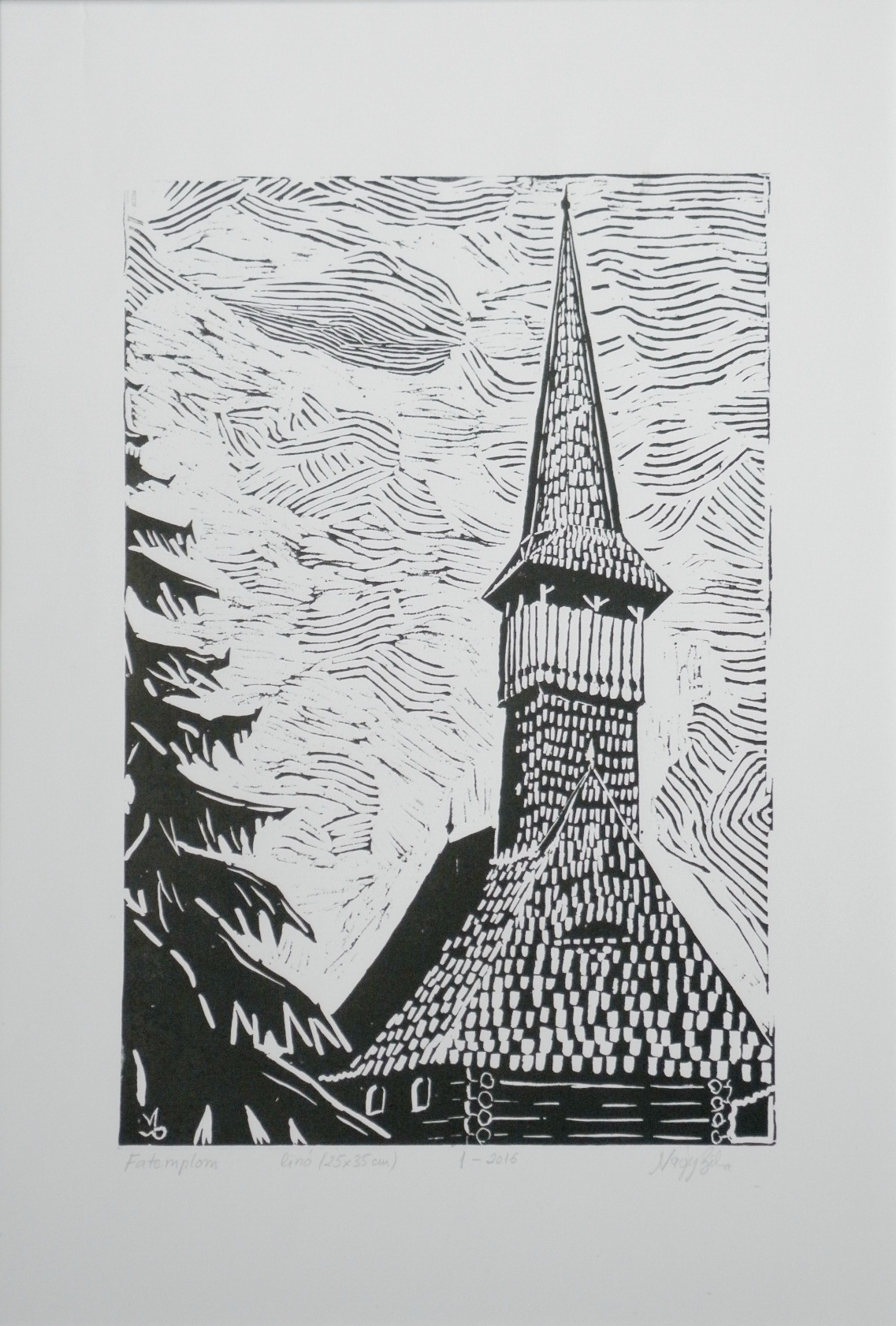
Fatemplom
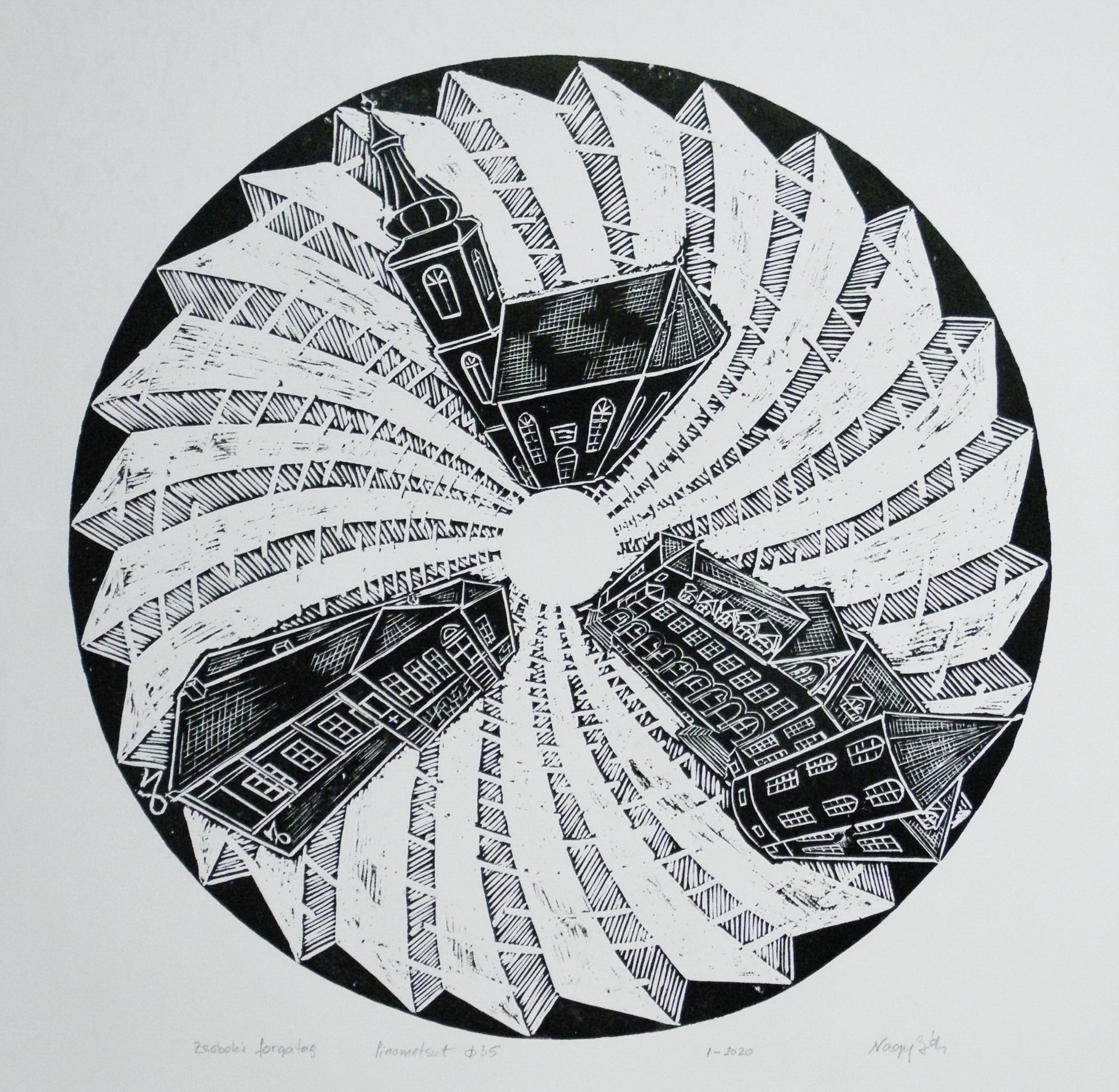
Zsoboki forgatag
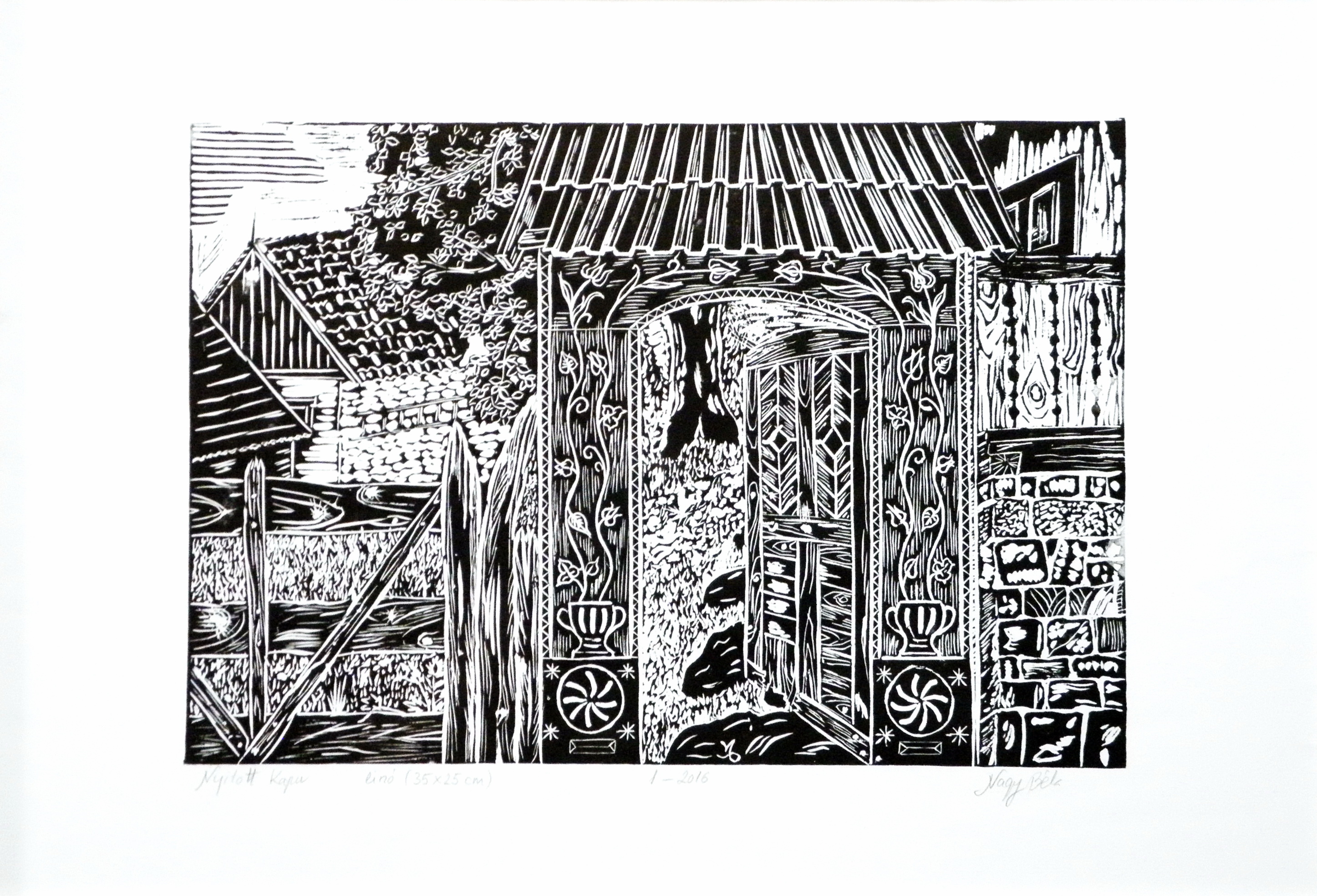
Kapu
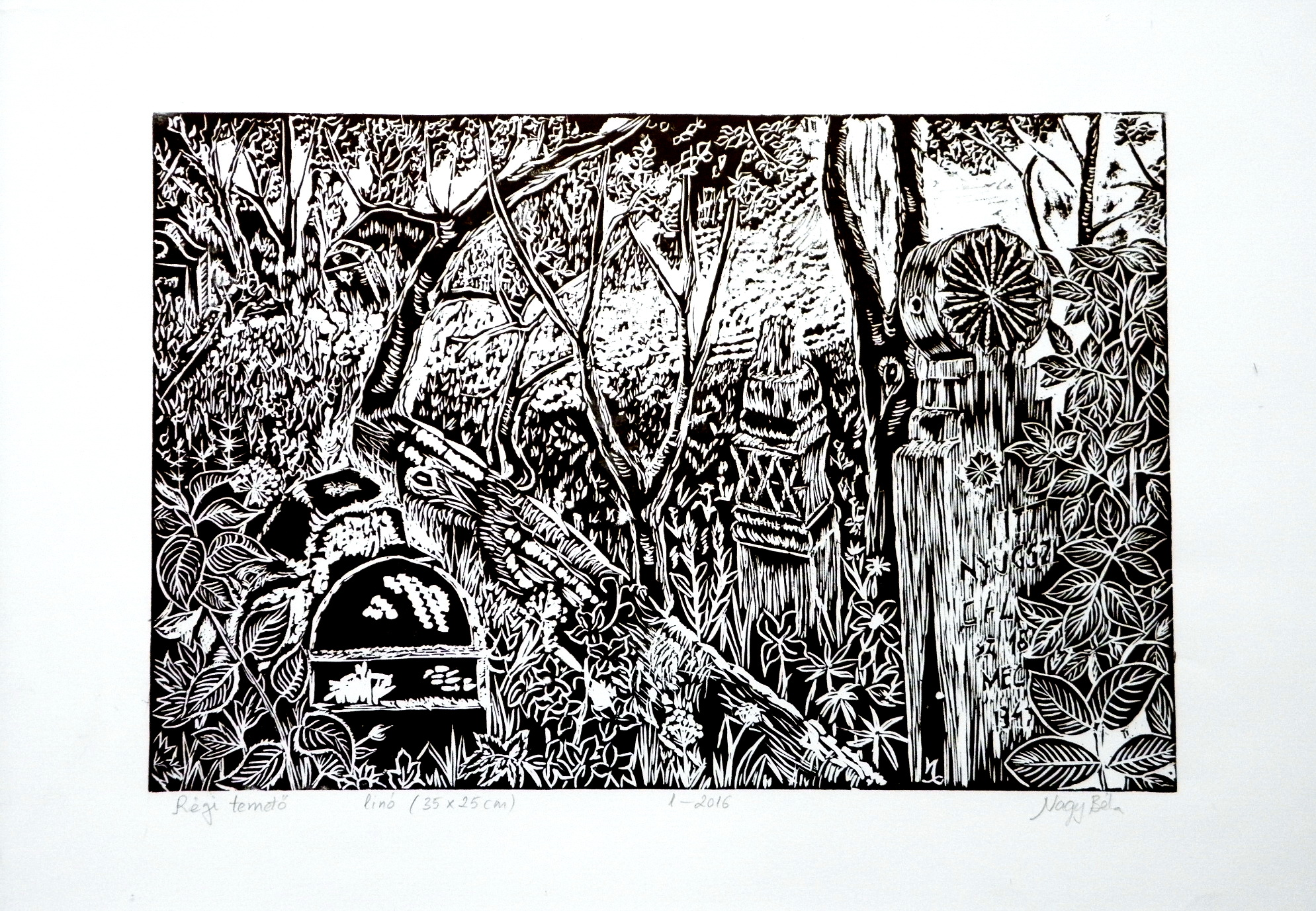
Régi temető
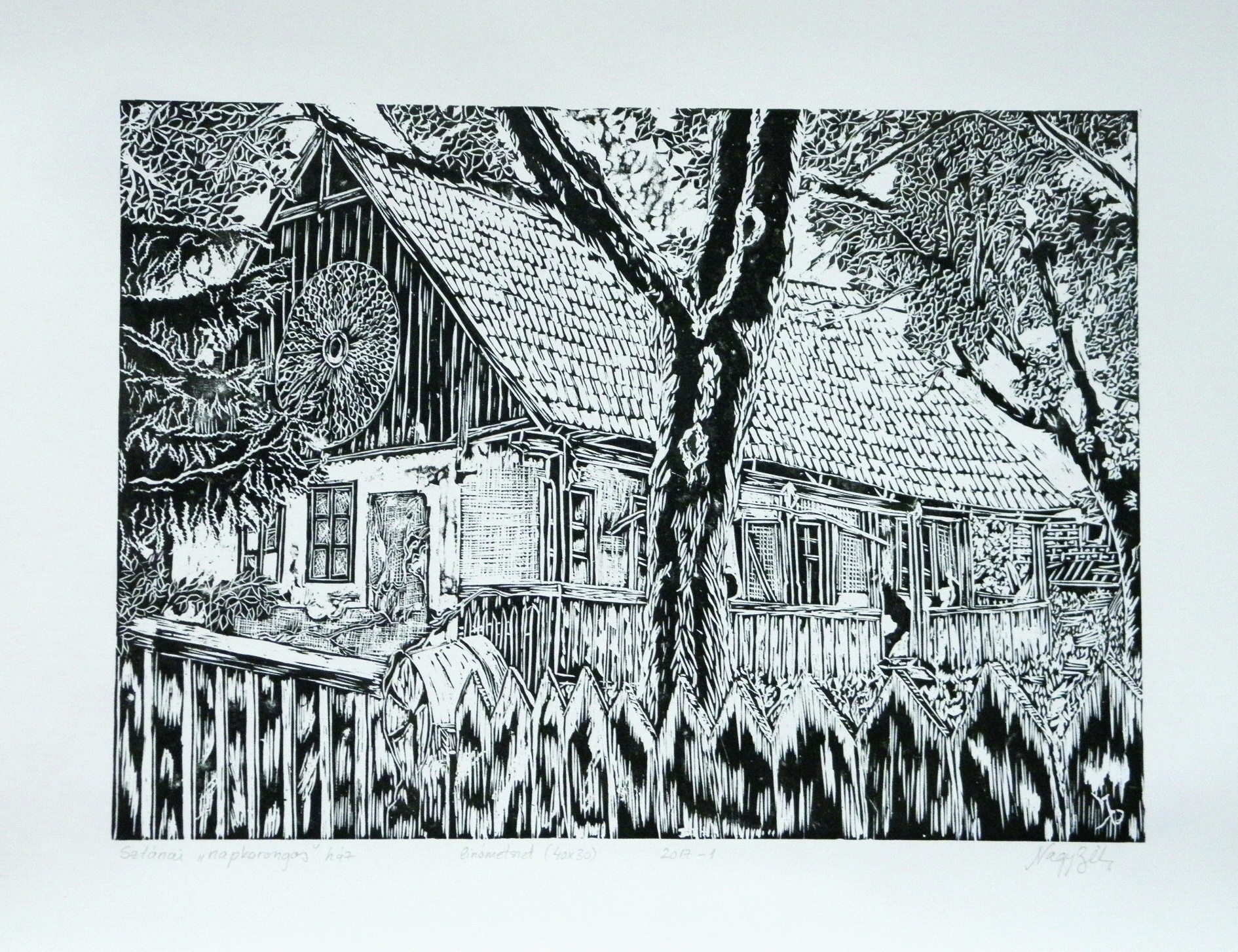
Sztánai „napkorongos” ház